# Ягвар
Ягва́р (рос. Ягварь) — присілок в Балезінському районі Удмуртії, Росія.

## Населення
Населення — 1 особа (2010; 4 в 2002).
Національний склад станом на 2002 рік:
- росіяни — 75 %